# Leucoagaricus
Genre
Leucoagaricus est un genre de champignons basidiomycètes de la famille des Agaricaceae appartenant à l'ordre des Agaricales.

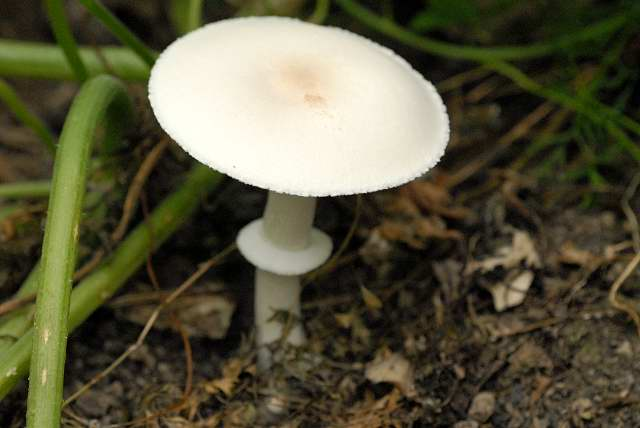
Leucoagaricus leucothites
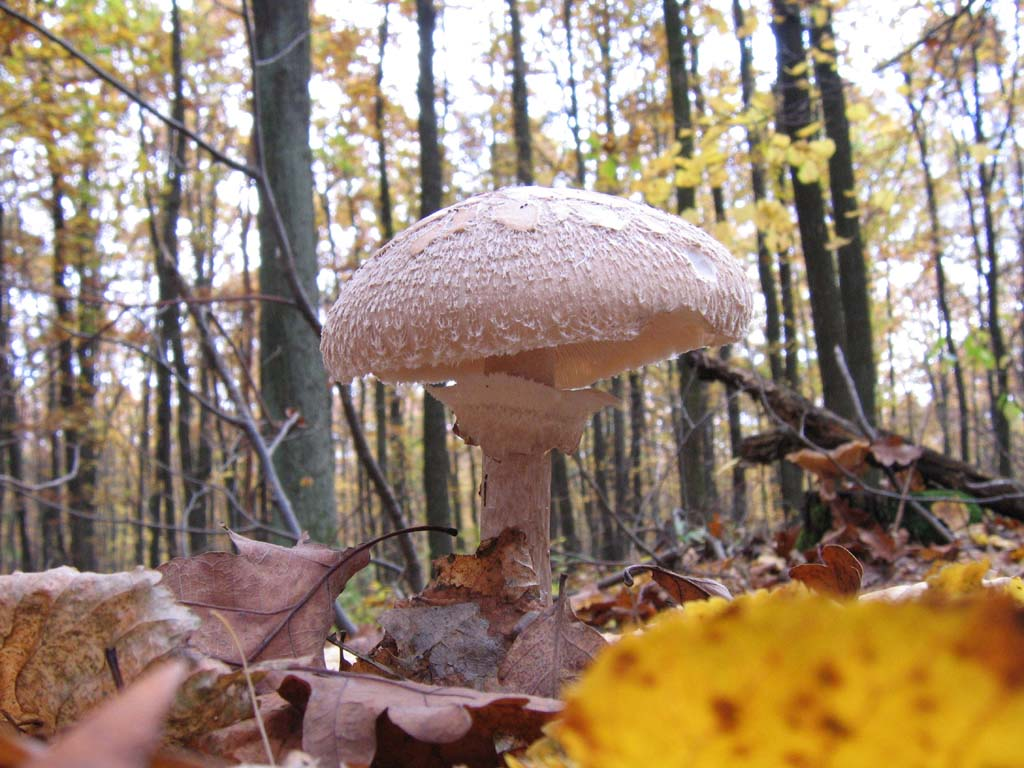
Leucoagaricus nympharum
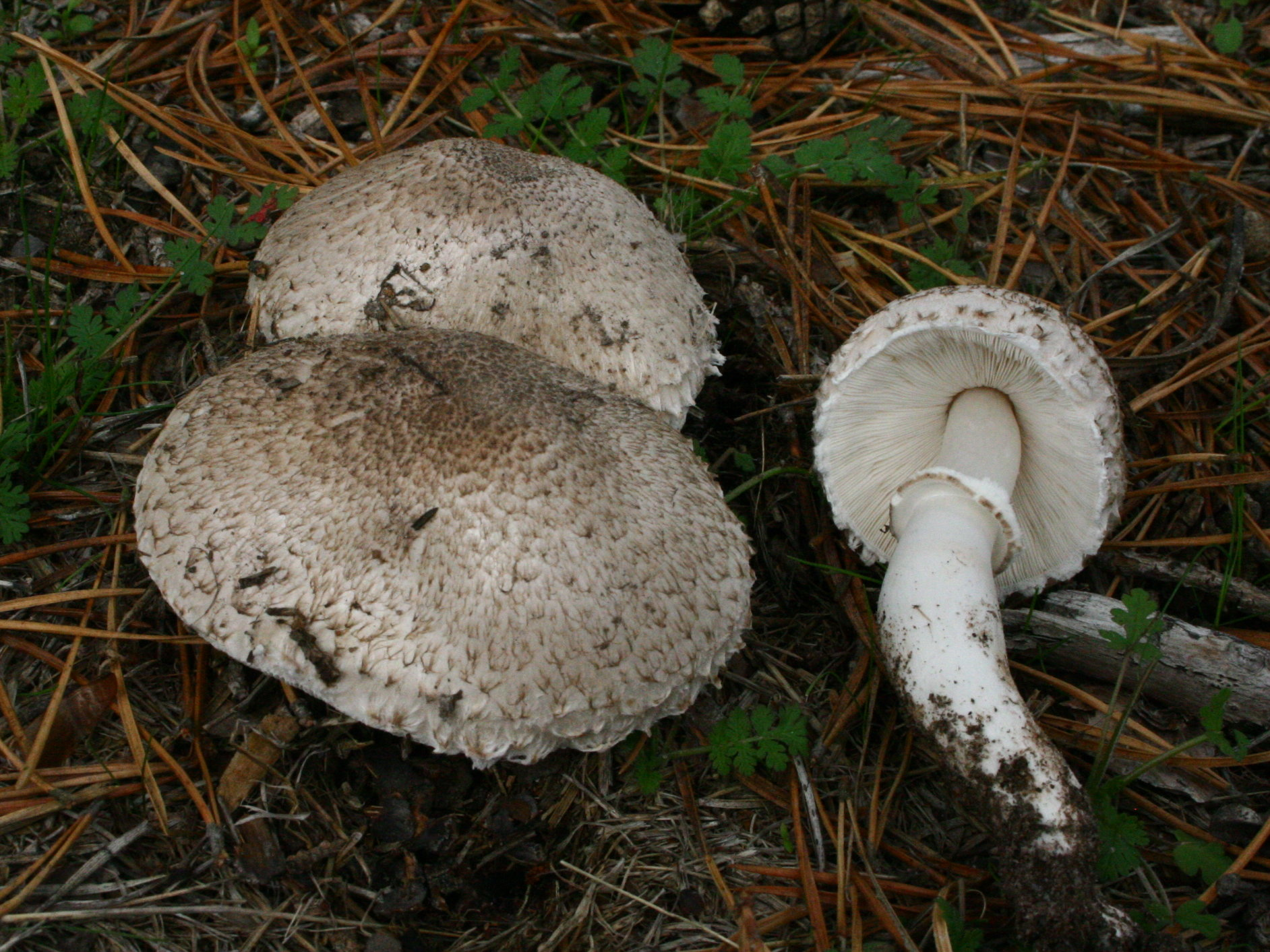
Leucoagaricus macrorhizus
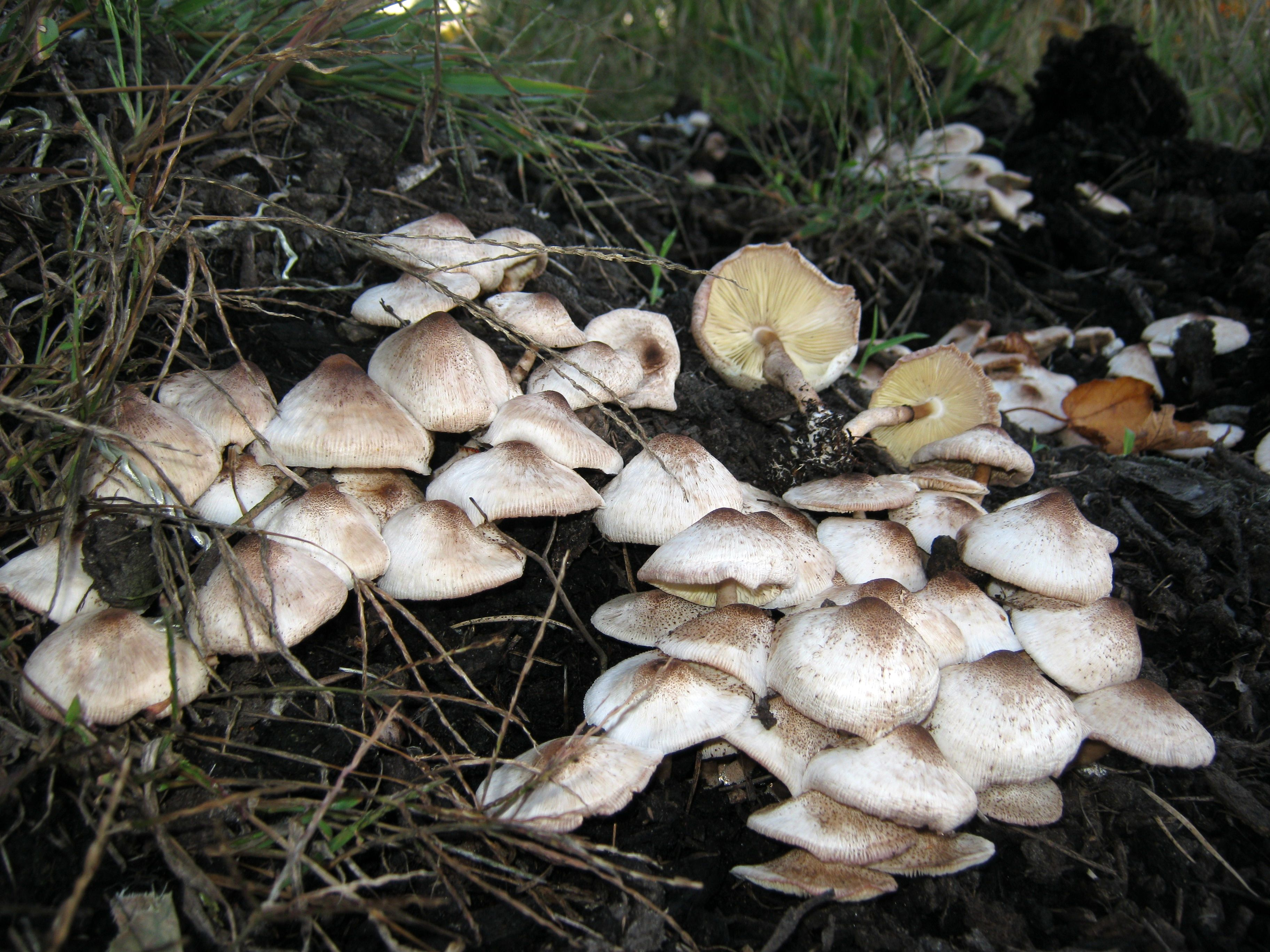
Leucoagaricus barssii (Zeller) Vellinga (2000)

## Liste d'espèces
Selon Catalogue of Life (29 octobre 2013) :
- Leucoagaricus acaciarum
- Leucoagaricus adelphicus
- Leucoagaricus agaricaceus
- Leucoagaricus amanitoides
- Leucoagaricus amazonicus
- Leucoagaricus americanus
- Leucoagaricus amylosporus
- Leucoagaricus atroalbus
- Leucoagaricus atroazureus
- Leucoagaricus atrofibrillosus
- Leucoagaricus aurantiacus
- Leucoagaricus aurantiovergens
- Leucoagaricus babosiae
- Leucoagaricus barssii
- Leucoagaricus bingensis
- Leucoagaricus bisporus
- Leucoagaricus bivelatus
- Leucoagaricus bohusii
- Leucoagaricus bonii
- Leucoagaricus boudierianus
- Leucoagaricus brunneocingulatus
- Leucoagaricus brunneolilacinus
- Leucoagaricus brunneosquamulosus
- Leucoagaricus bulbillosus
- Leucoagaricus candicans
- Leucoagaricus carminescens
- Leucoagaricus carneifolius
- Leucoagaricus cinerascens
- Leucoagaricus cinereolilacinus
- Leucoagaricus cinereopallidus
- Leucoagaricus cinereoradicatus
- Leucoagaricus coerulescens
- Leucoagaricus confusus
- Leucoagaricus croceovelutinus
- Leucoagaricus crystallifer
- Leucoagaricus crystalliferoides
- Leucoagaricus cupresseus
- Leucoagaricus cuprobrunneus
- Leucoagaricus cygneoaffinis
- Leucoagaricus dacrytus
- Leucoagaricus deceptivus
- Leucoagaricus decipiens
- Leucoagaricus denticulatus
- Leucoagaricus dialeri
- Leucoagaricus dyscritus
- Leucoagaricus erioderma
- Leucoagaricus erubescens
- Leucoagaricus erythrellus
- Leucoagaricus erythrophaeus
- Leucoagaricus exannulatus
- Leucoagaricus ferruginosus
- Leucoagaricus fimetarius
- Leucoagaricus flammeotinctoides
- Leucoagaricus flavovirens
- Leucoagaricus fulgineodiffractus
- Leucoagaricus fuligineodiscus
- Leucoagaricus fuligineus
- Leucoagaricus gaillardii
- Leucoagaricus gauguei
- Leucoagaricus georginae
- Leucoagaricus glabridiscus
- Leucoagaricus globisporus
- Leucoagaricus gongylophorus
- Leucoagaricus goossensiae
- Leucoagaricus griseodiscus
- Leucoagaricus griseus
- Leucoagaricus hesperius
- Leucoagaricus ianthinofuscus
- Leucoagaricus ianthinophaeus
- Leucoagaricus ianthinosquamulosus
- Leucoagaricus idae-fragum
- Leucoagaricus imperialis
- Leucoagaricus infuscatus
- Leucoagaricus ionidicolor
- Leucoagaricus irinellus
- Leucoagaricus japonicus
- Leucoagaricus lacteus
- Leucoagaricus leucothites
- Leucoagaricus lilaceus
- Leucoagaricus littoralis
- Leucoagaricus luteosquamulosus
- Leucoagaricus mairei
- Leucoagaricus majusculus
- Leucoagaricus malvaceus
- Leucoagaricus marginatus
- Leucoagaricus marriageae
- Leucoagaricus medioflavoides
- Leucoagaricus melanotrichus
- Leucoagaricus meleagris
- Leucoagaricus menieri
- Leucoagaricus mexicanus
- Leucoagaricus morenoi
- Leucoagaricus moseri
- Leucoagaricus nigrodiscus
- Leucoagaricus nympharum
- Leucoagaricus olivaceomamillatus
- Leucoagaricus olivaceus
- Leucoagaricus ooliekirrus
- Leucoagaricus ophthalmus
- Leucoagaricus orientiflavus
- Leucoagaricus paraplesius
- Leucoagaricus pardalotus
- Leucoagaricus pepinus
- Leucoagaricus pilatianus
- Leucoagaricus platensis
- Leucoagaricus pleurocystidiatus
- Leucoagaricus pseudocinerascens
- Leucoagaricus pseudopilatianus
- Leucoagaricus puncticulosus
- Leucoagaricus purpureolilacinus
- Leucoagaricus pyrrhophaeus
- Leucoagaricus pyrrhulus
- Leucoagaricus quilonensis
- Leucoagaricus repertus
- Leucoagaricus rhodocephalus
- Leucoagaricus rickianus
- Leucoagaricus rimosovelatus
- Leucoagaricus rosabrunneus
- Leucoagaricus rosemarieae
- Leucoagaricus roseoalbus
- Leucoagaricus roseolanatus
- Leucoagaricus roseolus
- Leucoagaricus rubroconfusus
- Leucoagaricus rubrotinctus
- Leucoagaricus rufosquamulosus
- Leucoagaricus salmoneophyllus
- Leucoagaricus sanguineus
- Leucoagaricus sardous
- Leucoagaricus serenus
- Leucoagaricus sericifer
- Leucoagaricus singeri
- Leucoagaricus squamosus
- Leucoagaricus striatulus
- Leucoagaricus subcretaceus
- Leucoagaricus subflavus
- Leucoagaricus subglobisporus
- Leucoagaricus subhymenoderma
- Leucoagaricus sublittoralis
- Leucoagaricus subolivaceus
- Leucoagaricus subpudicus
- Leucoagaricus tener
- Leucoagaricus testaceus
- Leucoagaricus tomesensis
- Leucoagaricus tricolor
- Leucoagaricus variicolor
- Leucoagaricus variisporus
- Leucoagaricus velutinus
- Leucoagaricus viridiflavoides
- Leucoagaricus viridiflavus
- Leucoagaricus viriditinctus
- Leucoagaricus viscidulus
- Leucoagaricus volvatus
- Leucoagaricus weberi

Selon NCBI (29 octobre 2013) :
- Leucoagaricus adelphicus
- Leucoagaricus amanitoides
- Leucoagaricus amazonicus
- Leucoagaricus americanus
- Leucoagaricus atroazureus
- Leucoagaricus badhamii
- Leucoagaricus barssii
- Leucoagaricus bresadolae
- Leucoagaricus brunnescens
- Leucoagaricus cinerascens
- Leucoagaricus cretaceus
- Leucoagaricus croceovelutinus
- Leucoagaricus crystallifer
- Leucoagaricus cupresseus
- Leucoagaricus dacrytus
- Leucoagaricus decipiens
- Leucoagaricus dyscritus
- Leucoagaricus erythrophaeus
- Leucoagaricus flammeotinctoides
- Leucoagaricus flavovirens
- Leucoagaricus fragilissimus
- Leucoagaricus gaillardii
- Leucoagaricus georginae
- Leucoagaricus gongylophorus
- Leucoagaricus griseodiscus
- Leucoagaricus hesperius
- Leucoagaricus holosericeus
- Leucoagaricus infuscatus
- Leucoagaricus ionidicolor
- Leucoagaricus irinellus
- Leucoagaricus jubilaei
- Leucoagaricus lateritiopurpureus
- Leucoagaricus leucothites
- Leucoagaricus littoralis
- Leucoagaricus marriagei
- Leucoagaricus medioflavoides
- Leucoagaricus melanotrichus
- Leucoagaricus meleagris
- Leucoagaricus naucinus
- Leucoagaricus nympharum
- Leucoagaricus ophthalmus
- Leucoagaricus orientiflavus
- Leucoagaricus paraplesius
- Leucoagaricus pardalotus
- Leucoagaricus pilatianus
- Leucoagaricus proximus
- Leucoagaricus purpureolilacinus
- Leucoagaricus pyrrhophaeus
- Leucoagaricus pyrrhulus
- Leucoagaricus rubrobrunneus
- Leucoagaricus rubroconfusus
- Leucoagaricus rubrotinctus
- Leucoagaricus serenus
- Leucoagaricus sericatellus
- Leucoagaricus sericifer
- Leucoagaricus subcretaceus
- Leucoagaricus sublittoralis
- Leucoagaricus tener
- Leucoagaricus variicolor
- Leucoagaricus vassiljevae
- Leucoagaricus viridiflavus
- Leucoagaricus viriditinctus
- Leucoagaricus wychanskyi

Selon Index Fungorum (29 octobre 2013) :
- Leucoagaricus acaciarum Singer 1973
- Leucoagaricus adelphicus Vellinga 2010
- Leucoagaricus agaricaceus Heinem. 1973
- Leucoagaricus amanitoides R.M. Davis & Vellinga 2006
- Leucoagaricus amazonicus A. Ortiz & Franco-Mol. 2009
- Leucoagaricus americanus (Peck) Vellinga 2000
- Leucoagaricus amylosporus (Malençon) Bon 1981
- Leucoagaricus arenicola Bon & Boiffard 1970
- Leucoagaricus arenicola Bon & Boiffard 1972
- Leucoagaricus atroalbus P. Mohr & Dähncke 2004
- Leucoagaricus atroazureus J.F. Liang, Zhu L. Yang & J. Xu 2010
- Leucoagaricus atrofibrillosus Singer 1969
- Leucoagaricus aurantiacus Heinem. 1973
- Leucoagaricus aurantiovergens A. Gennari & Migl. 1999
- Leucoagaricus babosiae Bon 1993
- Leucoagaricus barssii (Zeller) Vellinga 2000
- Leucoagaricus bingensis (Beeli) Heinem. 1973
- Leucoagaricus bisporus Heinem. 1973
- Leucoagaricus bivelatus B.P. Akers & Ovrebo 2005
- Leucoagaricus bohusii (Wasser) Bon 1981
- Leucoagaricus bonii A. Caball. 1997
- Leucoagaricus boudierianus Bon 1993
- Leucoagaricus brunneocingulatus (P.D. Orton) Bon 1976
- Leucoagaricus brunneolilacinus Babos 1980
- Leucoagaricus brunneosquamulosus P. Mohr & Dähncke 2004
- Leucoagaricus bulbillosus Heinem. 1973
- Leucoagaricus candicans T.K.A. Kumar & Manim. 2009
- Leucoagaricus carminescens Heinem. 1973
- Leucoagaricus carneifolius (Gillet) M.M. Moser 1953
- Leucoagaricus carneifolius (Gillet) Wasser 1977
- Leucoagaricus cinerascens (Quél.) Bon & Boiffard 1978
- Leucoagaricus cinereolilacinus (Barbier) Bon & Boiffard 1978
- Leucoagaricus cinereopallidus (Contu) Consiglio & Contu 2004
- Leucoagaricus cinereoradicatus Boisselet & Migl. 2002
- Leucoagaricus coerulescens (Peck) J.F. Liang, Zhu L. Yang & J. Xu 2010
- Leucoagaricus confusus (Rick) Singer 1951
- Leucoagaricus croceovelutinus Bon 1976
- Leucoagaricus crystallifer Vellinga 2000
- Leucoagaricus crystalliferoides T.K.A. Kumar & Manim. 2009
- Leucoagaricus cupresseus (Burl.) Boisselet & Guinb. 2001
- Leucoagaricus cuprobrunneus (Raithelh.) Raithelh. 1989
- Leucoagaricus cygneoaffinis (Pilát) P. Roux & Eyssart. 2011
- Leucoagaricus dacrytus Vellinga 2010
- Leucoagaricus deceptivus (Grilli) Consiglio & Contu 2004
- Leucoagaricus decipiens Contu, Vizzini & Vellinga 2010
- Leucoagaricus denticulatus (Speg.) E. Horak 1967
- Leucoagaricus dialeri (Bres. & Torrend) D.A. Reid 1975
- Leucoagaricus dyscritus Vellinga 2010
- Leucoagaricus erioderma (Malençon) Bon 1981
- Leucoagaricus erubescens (Babos) Bon 1993
- Leucoagaricus erythrellus (Speg.) Singer 1969
- Leucoagaricus erythrophaeus Vellinga 2010
- Leucoagaricus exannulatus Singer 1973
- Leucoagaricus ferruginosus Heinem. 1973
- Leucoagaricus fimetarius (Sacc.) Aberdeen 1992
- Leucoagaricus flammeotinctoides Vellinga 2010
- Leucoagaricus flavovirens J.F. Liang, Zhu L. Yang & J. Xu 2010
- Leucoagaricus fulgineodiffractus Bellù & Lanzoni 1988
- Leucoagaricus fuligineodiscus P. Mohr & E. Ludw. 2004
- Leucoagaricus fuligineus Pegler 1977
- Leucoagaricus gaillardii Bon & Boiffard 1974
- Leucoagaricus gauguei Bon & Boiffard 1974
- Leucoagaricus georginae (W.G. Sm.) Candusso 1990
- Leucoagaricus glabridiscus (Sundb.) Wuilb. 1986
- Leucoagaricus globisporus (Raithelh.) Raithelh. 2004
- Leucoagaricus gongylophorus (Möller) R. Heim 1957
- Leucoagaricus gongylophorus (Möller) Singer 1986
- Leucoagaricus goossensiae (Beeli) Heinem. 1973
- Leucoagaricus griseodiscus (Bon) Bon & Migl. 1991
- Leucoagaricus griseus Heinem. 1979
- Leucoagaricus hesperius Vellinga 2010
- Leucoagaricus ianthinofuscus (Locq.) Singer 1949
- Leucoagaricus ianthinophaeus Locq. 1952
- Leucoagaricus ianthinosquamulosus Guinb. 1993
- Leucoagaricus idae-fragum Guinb., Boisselet & G. Dupuy 1998
- Leucoagaricus imperialis (Speg.) Pegler 1997
- Leucoagaricus infuscatus Vellinga 2007
- Leucoagaricus ionidicolor Bellù & Lanzoni 1988
- Leucoagaricus irinellus Chalange 1999
- Leucoagaricus japonicus (Kawam. ex Hongo) Hongo 1986
- Leucoagaricus lacteus (Murrill) Singer 1986
- Leucoagaricus leucothites (Vittad.) Wasser 1977
- Leucoagaricus lilaceus Singer 1952
- Leucoagaricus littoralis (Menier) Bon & Boiffard 1970
- Leucoagaricus littoralis (Menier) Bon & Boiffard 1972
- Leucoagaricus littoralis (Menier) Bon & Boiffard 1976
- Leucoagaricus luteosquamulosus T.K.A. Kumar & Manim. 2009
- Leucoagaricus mairei Bon 1981
- Leucoagaricus mairei Bon 1993
- Leucoagaricus majusculus T.K.A. Kumar & Manim. 2009
- Leucoagaricus malvaceus Heinem. 1979
- Leucoagaricus marginatus (Burl.) Boisselet 2002
- Leucoagaricus marriageae (D.A. Reid) Bon 1976
- Leucoagaricus medioflavoides Bon 1976
- Leucoagaricus melanotrichus (Malençon & Bertault) Trimbach 1975
- Leucoagaricus meleagris (Gray) Singer 1951
- Leucoagaricus menieri (Sacc.) Singer 1968
- Leucoagaricus mexicanus Guzmán 1974
- Leucoagaricus morenoi Raithelh. 1987
- Leucoagaricus moseri (Wasser) Wasser 1978
- Leucoagaricus nigrodiscus Dähncke, Contu & Vizzini 2011
- Leucoagaricus nympharum (Kalchbr.) Bon 1977
- Leucoagaricus olgae (Velen.) M.M. Moser 1953
- Leucoagaricus olivaceomamillatus (Rick) Singer 1953
- Leucoagaricus olivaceus (Kauffman) Singer 1951
- Leucoagaricus ooliekirrus Grgur. 1997
- Leucoagaricus ophthalmus Vellinga 2007
- Leucoagaricus orientiflavus Z.W. Ge 2010
- Leucoagaricus paraplesius Vellinga 2007
- Leucoagaricus pardalotus Vellinga 2010
- Leucoagaricus pepinus Heinem. 1973
- Leucoagaricus pilatianus (Demoulin) Bon & Boiffard 1976
- Leucoagaricus platensis (Speg.) Raithelh. 1987
- Leucoagaricus pleurocystidiatus Migl. & Testoni 2000
- Leucoagaricus pseudocinerascens (Bon) Bon 1993
- Leucoagaricus pseudopilatianus Migl., Rocabruna & Tabarés 2001
- Leucoagaricus puncticulosus Pegler 1969
- Leucoagaricus purpureolilacinus Huijsman 1955